# Tỷ suất hoàn vốn
Trong tài chính, tỷ suất hoàn vốn (ROR), tỷ lệ thu hồi vốn đầu tư, còn được gọi là hoàn vốn đầu tư (ROI), tỷ lệ lợi nhuận hoặc đôi khi chỉ là hoàn vốn, là tỷ lệ tiền đã đạt được hoặc bị mất (cho dù thực hiện hoặc chưa thực hiện) trên một đầu tư so với số tiền đã đầu tư. Số tiền thu được hoặc bị mất này có thể được gọi là lợi ích, tiền lãi, lợi nhuận/thua lỗ, thu nhận/tổn thất, hoặc thu nhập ròng/tổn thất. Tiền được đầu tư có thể được gọi là tài sản, tiền vốn, tiền gốc, hoặc chi phí cơ sở của đầu tư. ROI thường được biểu diễn theo tỷ lệ phần trăm.

## Tính toán
Giá trị ban đầu của một khoản đầu tư,{\displaystyle V_{i}}, không phải luôn có một  giá trị tiền tệ được định nghĩa rõ ràng, nhưng với mục đích đo lường ROI, giá trị dự kiến phải được chỉ rõ ràng cùng với lý do cho giá trị ban đầu này. Tương tự như vậy, giá trị cuối cùng của một khoản đầu tư, {\displaystyle V_{f}}, cũng không phải luôn có một giá trị tiền tệ được xác định rõ ràng, nhưng với mục đích đo lường ROI, giá trị cuối cùng phải ghi rõ với cùng lý do cho giá trị cuối cùng này.
Tỉ suất hoàn vốn có thể được tính trong một thời kỳ duy nhất, hoặc được thể hiện như một trung bình qua nhiều thời kỳ.

### Một thời kỳ

#### Hoàn vốn số học
Hoàn vốn số học là:
{\displaystyle r_{arith}={\frac {V_{f}-V_{i}}{V_{i}}}}
{\displaystyle r_{arith}} đôi khi được gọi là lợi suất.

#### Hoàn vốn lô-ga-rít hay hoàn vốn kép liên tục
Hoàn vốn lô-ga-rít hay hoàn vốn kép liên tục, còn được biết như ảnh hưởng của tiền lãi, được định nghĩa là:
{\displaystyle r_{log}={\frac {\ln \left({\frac {V_{f}}{V_{i}}}\right)}{t}}}
hay
{\displaystyle R=Pe^{rt}}
ở đây:
R = Hoàn vốn
P = Số tiền gốc
r = Lãi suất
t = Thời kỳ

### Hoàn vốn trung bình nhiều thời kỳ

#### Tỷ suất hoàn vốn trung bình số học
Tỷ suất hoàn vốn trung bình số học qua n thời kỳ được định nghĩa là:
{\displaystyle {\bar {r}}_{arithmetic}={\frac {1}{n}}\sum _{i=1}^{n}r_{arith,i}={\frac {1}{n}}(r_{arith,1}+\cdots +r_{arith,n})}

#### Tỷ suất hoàn vốn trung bình hình học
Tỷ suất hoàn vốn trung bình hình học, còn gọi là hoàn vốn được thường niên hóa, qua n thời kỳ được định nghĩa là:
{\displaystyle {\bar {r}}_{geometric}=\left({\prod _{i=1}^{n}(1+r_{arith,i})}\right)^{1/n}-1}
Quan trọng hơn, hoàn vốn được thường niên hóa là ít hơn hoàn vốn trung bình hàng năm (hoặc bằng nếu tất cả các hoàn vốn hàng năm bằng nhau), như một hệ quả của bất đẳng thức AM-GM. Trong thực tế, sự khác biệt giữa hoàn vốn được thường niên hóa và hoàn vốn trung bình hàng năm là tỷ lệ thuận với phương sai (căn bậc hai của biến động) - hiệu quả càng biến động, càng có nhiều khác biệt, tương ứng với phương sai. Như một ví dụ cơ bản, một hoàn vốn +10%, theo sau bởi một hoàn vốn −10%, có hoàn vốn trung bình 0%, nhưng kết quả tổng thể {\displaystyle 110\%\times 90\%=99\%} cho một hoàn vốn tổng thể −1%. Đối với một hoàn vốn +20%, theo sau là hoàn vốn −20%, lại có hoàn vốn trung bình 0%, nhưng hoàn vốn tổng thể −4%. Một cách cực đoan, một hoàn vốn +100%, theo sau là −100%, có hoàn vốn trung bình 0%, nhưng hoàn vốn tổng thể là −100%, do các kết thúc giá trị tại 0. Trong trường hợp các đầu tư có đòn bẩy, các kết quả thậm chí còn cực đoan hơn là có thể: một hoàn vốn +200%, theo sau là −200%, có hoàn vốn trung bình 0%, nhưng hoàn vốn tổng thể −300%. Trong toán học tài chính, phiên bản cực hạn của sự khác biệt giữa hoàn vốn trung bình và hoàn vốn được thường niên hóa này, có nghĩa là khi các thời kỳ kéo dài một năm được thay thế bằng các thời kỳ ngắn hơn (trong các thời kỳ vô cùng ngắn giới hạn), là bổ đề Ito cho chuyển động Bờ-rao hình học
Trong sự hiện diện của các dòng chảy bên ngoài, chẳng hạn như tiền mặt hoặc chứng khoán di chuyển vào hoặc ra khỏi danh mục đầu tư, hoàn vốn tổng thể phải được tính toán tổng của các di chuyển này, được thực hiện bởi Tỷ suất hoàn vốn gia quyền thời gian thực tế (TWRR). Các tỷ suất gia quyền thời gian là quan trọng vì chúng loại bỏ tác động của các dòng tiền. Điều này là hữu ích khi đánh giá công việc mà một người quản lý tiền đã làm cho khách hàng của mình, khi mà thường các khách hàng kiểm soát các dòng tiền này.

#### Hoàn vốn nội bộ
Tỷ lệ hoàn vốn nội bộ (IRR), còn gọi là tỷ lệ hoàn vốn gia quyền tiền mặt hoặc tỷ lệ hoàn vốn gia quyền bằng tiền (MWRR), được định nghĩa là giá trị/các giá trị {\displaystyle {\bar {r}}} làm thỏa mãn phương trình sau:
{\displaystyle {\mbox{NPV}}=\sum _{t=0}^{n}{\frac {C_{t}}{(1+{\bar {r}})^{t}}}=0}
ở đây:
- NPV = giá trị hiện tại thuần của đầu tư
- {\displaystyle {C_{t}}} = dòng tiền tại thời điểm {\displaystyle {t}}

Khi chi phí của vốn {\displaystyle r} nhỏ hơn tỷ lệ IRR {\displaystyle {\bar {r}}}, khoản đầu tư là có thể có lợi nhuận, nghĩa là, {\displaystyle NPV>0}. Nếu không, đầu tư không thể có lợi nhuận.
MWRR là hữu ích ở chỗ chúng đưa các dòng tiền vào xem xét. Điều này đặc biệt hữu ích khi đánh giá các trường hợp khi người quản lý tiền kiểm soát lưu chuyển tiền tệ (đối với các khoản đầu tư cổ phần tư nhân, ví dụ, cũng như các tỷ suất hoàn vốn danh mục đầu tư phụ) cũng như cung cấp cho nhà đầu tư với hoàn vốn của chúng. Ngược lại với TWRR.

## So sánh giữa các tỉ suất hoàn vốn khác nhau

### Hoàn vốn số học và hoàn vốn lô-ga-rít
Giá trị của một đầu tư được gấp đôi sau 1 năm nếu ROR hàng năm {\displaystyle r_{arith}} = +100%, như vậy, nếu {\displaystyle r_{log}} = ln($200 / $100) = ln(2) = 69.3%. Giá trị này rớt về không khi {\displaystyle r_{arith}} = -100%, như vậy, nếu {\displaystyle r_{log}} = -∞.
Các hoàn vốn số học và lô-ga-rít không bằng nhau, nhưng là xấp xỉ nhau đối với các hoàn vốn nhỏ.
Sự khác nhau giữa chúng là lớn chỉ khi các thay đổi phần trăm là cao. Ví dụ, một hoàn vốn số học +50% tương đường với hoàn vốn lô-ga-rít 40.55%, trong khi một hoàn vốn số học -50% tương đương với hoàn vốn lô-ga-rít -69.31%.
Các hoàn vốn logarit thường được sử dụng bởi các học giả trong nghiên cứu của họ. Lợi thế chính là hoàn vốn kép liên tục là đối xứng, trong khi hoàn vốn số học không phải là đối xứng: các hoàn vốn số học phần trăm dương và âm không bằng nhau. Điều này có nghĩa là một khoản đầu tư $ 100 mà tạo ra một hoàn vốn số học 50%, theo sau là một hoàn vốn số học 50% sẽ có kết quả $ 75, trong khi một đầu tư $ 100 tạo lợi suất hoàn vốn logarit 50% sau đó hoàn vốn logarit -50 % nó sẽ vẫn còn $ 100.
| Đầu tư ban đầu, {\displaystyle V_{i}}           | $100  | $100    | $100 | $100   | $100   |
| Đầu tư kết thúc, {\displaystyle V_{f}}          | $0    | $50     | $100 | $150   | $200   |
| Lợi nhuận/tổn thất, {\displaystyle V_{f}-V_{i}} | −$100 | −$50    | $0   | $50    | $100   |
| Hoàn vốn số học, {\displaystyle r_{arith}}      | −100% | −50%    | 0%   | 50%    | 100%   |
| Hoàn vốn lô-ga-rít, {\displaystyle r_{log}}     | −∞    | −69.31% | 0%   | 40.55% | 69.31% |

### Tỉ suất hoàn vốn trung bình số học và Tỉ suất hoàn vốn trung bình hình học
Cả hai tỷ suất hoàn vốn trung bình số học và hình học đều là các trung bình của tỷ lệ phần trăm hoàn vốn định kỳ. Sẽ dịch một cách không chính xác thành số tiền thực tế đã nhận được hoặc tổn thất nếu mức tăng phần trăm nhận được bị tính trung bình với phần trăm tổn thất.
 Một mất mát 10% trên đầu tư $ 100 là một tổn thất $ 10, và tăng 10% vốn đầu tư $ 100 là mức tăng $ 10. Khi các tỷ lệ phần trăm hoàn vốn trên khoản đầu tư được tính toán, chúng được tính toán cho một khoảng thời gian - không dựa trên tiền đầu tư ban đầu, nhưng dựa trên số tiền đầu tư vào đầu và cuối của thời kỳ này. Vì vậy, nếu đầu tư $ 100 mất 10% trong giai đoạn đầu tiên, số tiền đầu tư là sau đó 90 $. Nếu đầu tư sau đó đạt 10% trong giai đoạn tiếp theo, số tiền đầu tư là $ 99.
Một tăng thêm 10%, theo sau một mất mát 10% là tổn thất 1%. Thứ tự mà mất mát và tăng thêm xảy ra không ảnh hưởng đến kết quả. Một tăng 50% và giảm 50% là mất mát 25%. Một tăng thêm 80% cộng với một mất mát 80% là mất mát 64%. Để phục hồi từ một mất mát 50%, tăng 100% là cần thiết. Toán học của vấn đề này nằm ngoài phạm vi của bài viết này, nhưng vì các hoàn vốn đầu tư thường được công bố như "hoàn vốn trung bình", điều quan trọng cần lưu ý là các hoàn vốn trung bình không luôn luôn chuyển thành hoàn vốn bằng tiền.
|                                 | Năm 1   | Năm 2   | Năm 3   | Năm 4   |
| ------------------------------- | ------- | ------- | ------- | ------- |
| Tỷ suất hoàn vốn                | 5%      | 5%      | 5%      | 5%      |
| Bình quân hình học vào cuối năm | 5%      | 5%      | 5%      | 5%      |
| Vốn vào cuối năm                | $105.00 | $110.25 | $115.76 | $121.55 |
| Lợi nhuận/(Thua lỗ) bằng tiền   | $5.00   | $10.25  | $15.76  | $21.55  |
| Lợi suất kép                    | 5%      |         |         | 5.4%    |

|                                 | Năm 1   | Năm 2   | Năm 3   | Năm 4   |
| ------------------------------- | ------- | ------- | ------- | ------- |
| Tỷ suất hoàn vốn                | 50%     | -20%    | 30%     | -40%    |
| Bình quân hình học vào cuối năm | 50%     | 9.5%    | 16%     | -1.6%   |
| Vốn vào cuối năm                | $150.00 | $120.00 | $156.00 | $93.60  |
| Lợi nhuận/(Thua lỗ) bằng tiền   |         |         |         | ($6.40) |
| Lợi suất kép                    |         |         |         | -1.6%   |

|                                 | Năm 1 | Năm 2  | Năm 3  | Năm 4    |
| ------------------------------- | ----- | ------ | ------ | -------- |
| Tỷ suất hoàn vốn                | -95%  | 0%     | 0%     | 115%     |
| Bình quân hình học vào cuối năm | -95%  | -77.6% | -63.2% | -42.7%   |
| Vốn vào cuối năm                | $5.00 | $5.00  | $5.00  | $10.75   |
| Lợi nhuận/(Thua lỗ) bằng tiền   |       |        |        | ($89.25) |
| Lợi suất kép                    |       |        |        | -22.3%   |

### Hoàn vốn hàng năm và hoàn vốn thường niên hóa
Bạn phải cẩn thận không để gây nhầm lẫn hoàn vốn hàng năm và hoàn vốn được thường niên hóa. Một hoàn vốn hàng năm là một hoàn vốn của một thời kỳ, trong khi hoàn vốn được thường niên hóa là một hoàn vốn trung bình số học, nhiều giai đoạn.
Tỷ suất hoàn vốn hàng năm là hoàn vốn trên một đầu tư trong khoảng thời gian một năm, chẳng hạn như ngày 1 tháng 1 đến hết ngày 31 tháng 12 hàng năm hoặc ngày 03 tháng 6 năm 2006 đến ngày 02 tháng 6 năm 2007. Mỗi ROI trong dòng tiền ví dụ nêu trên là một tỷ suất hoàn vốn hàng năm.
Tỷ suất hoàn vốn được thường niên hóa là hoàn vốn trên đầu tư qua một thời kỳ khác với một năm (chẳng hạn như một tháng, hoặc hai năm) được nhân hay chia để đưa ra một so sánh với hoàn vốn một năm. Ví dụ, một tỷ lệ hoàn vốn một tháng là 1% có thể được quy định như tỷ lệ hoàn vốn hàng năm là 12,7% = ((1+0.01)12 - 1). Hoặc ROI hai năm là 10% Có thể khẳng định như tỷ suất hoàn vốn hàng năm là 4,88% = ((1+0.1)(12/24) - 1).
Trong dòng tiền ví dụ dưới đây, hoàn vốn tiền cho bốn năm cộng thêm 265 đô-la. Tỷ suất hoàn vốn được thường niên hóa trong bốn năm là:
$265 ÷ ($1,000 x 4 năm) = 6,625%.

## Các sử dụng
- ROI là một thước đo tiền mặt được tạo ra bởi hoặc bị tổn thất do đầu tư. Nó xác định được dòng tiền hoặc luồng thu nhập từ đầu tư đến nhà đầu tư, liên quan đến số tiền đầu tư. Lưu chuyển tiền tệ tới nhà đầu tư có thể là dưới hình thức lợi nhuận, tiền lãi, cổ tức, hoặc lãi vốn/lỗ vốn. Lãi vốn/lỗ vốn xảy ra khi giá trị thị trường hoặc giá trị bán lại của đầu tư tăng hoặc giảm. Dòng tiền ở đây không bao gồm hoàn vốn của vốn đã đầu tư.

|                    | Năm 1 | Năm 2 | Năm 3 | Năm 4 |
| ------------------ | ----- | ----- | ----- | ----- |
| Hoàn vốn bằng tiền | $100  | $55   | $60   | $50   |
| ROI                | 10%   | 5.5%  | 6%    | 5%    |

- Các giá trị ROI thường được sử dụng cho các quyết định tài chính cá nhân bao gồm Tỷ suất hoàn vốn hàng năm và Tỷ suất hoàn vốn thường niên hóa. Đối với các khoản đầu tư rủi ro danh nghĩa như tài khoản tiết kiệm hoặc chứng chỉ tiền gửi, các nhà đầu tư cá nhân xem xét các tác động của tái đầu tư/tạo lãi kép tới việc tăng số dư tiết kiệm theo thời gian. Đối với các khoản đầu tư trong đó vốn có rủi ro, chẳng hạn như chứng khoán cổ phiếu, cổ phần quỹ tương hỗ và mua nhà, chủ đầu tư cá nhân lưu ý những ảnh hưởng của biến động giá và lãi vốn/lỗ vốn trên các hoàn vốn.
- Các tỷ suất lợi nhuận thường được sử dụng bởi các nhà phân tích tài chính để so sánh lợi nhuận của một công ty theo thời gian hoặc so sánh lợi nhuận giữa các công ty bao gồm Biên lợi nhuận gộp, Biên lợi nhuận hoạt động, tỷ lệ ROI, Lợi suất cổ tức, Biên lợi nhuận ròng, Hoàn vốn trên vốn chủ sở hữu và Hoàn vốn trên tài sản.[3]
- Trong lập ngân sách vốn, các công ty so sánh tỷ suất hoàn vốn của các dự án khác nhau để lựa chọn các dự án cần theo đuổi để tạo ra hoàn vốn hay của cải tối đa cho các cổ đông của công ty. Các công ty làm như vậy bằng cách xem xét tỷ suất hoàn vốn trung bình, thời gian hoàn vốn, giá trị hiện tại ròng, chỉ số lợi nhuận và tỷ lệ hoàn vốn nội bộ cho các dự án khác nhau.[4]
- Một hoàn vốn có thể bị điều chỉnh bởi thuế để cung cấp cho các tỷ suất hoàn vốn sau thuế. Điều này được thực hiện tại các khu vực địa lý hoặc thời gian lịch sử trong đó thuế được tiêu thụ hoặc tiêu thụ một phần đáng kể lợi nhuận hoặc thu nhập. Tỷ suất hoàn vốn sau thuế được tính bằng cách nhân tỷ suất hoàn vốn với thuế suất, sau đó trừ tỷ lệ phần trăm này khỏi tỉ suất hoàn vốn.
- Một hoàn vốn 5% bị đánh thuế ở mức 15% cho hoàn vốn sau thuế là 4,25%

0,05 x 0,15 = 0,0075
0,05-0,0075 = 0,0425 = 4,25%
- Một hoàn vốn 10% bị đánh thuế ở mức 25% cho hoàn vốn sau thuế là 7,5%

0,10 x 0,25 = 0,025
0,10-0,025 = 0,075 = 7,5%
Các nhà đầu tư thường tìm kiếm một tỷ suất hòn vốn cao hơn trên hoàn vốn đầu tư chịu thuế hơn là trên hoàn vốn đầu tư không phải chịu thuế.
- Một hoàn vốn có thể bị điều chỉnh bởi lạm phát để chỉ định tốt hơn giá trị thật sự của nó trong sức mua. Một đầu tư bất kỳ với tỷ suất hoàn vốn danh nghĩa thấp hơn tỷ lệ lạm phát hàng năm đại diện cho một mất mát giá trị, mặc dù tỷ suất hoàn vốn danh nghĩa cũng có thể là lớn hơn 0%. Khi ROI được điều chỉnh theo lạm phát, hoàn vốn kết quả được coi là tăng hoặc giảm trong sức mua. Nếu một giá trị ROI được điều chỉnh theo lạm phát, nó được quy định rõ ràng, chẳng hạn như "Hoàn vốn, được điều chỉnh theo lạm phát, là 2%."
- Một số  công cụ bài cào trực tuyến bao gồm ROI trong thống kê theo dõi của một người chơi, trợ giúp người chơi trong việc đánh giá khả năng lợi nhuận của đối thủ.

## Hoàn vốn tiền mặt hay hoàn vốn tiền mặt tiềm năng

### Giá trị thời gian của tiền
Các khoản đầu tư tạo ra dòng tiền cho chủ đầu tư phải bồi thường cho nhà đầu tư đối với giá trị thời gian của tiền.
Ngoại trừ trong nhũng thời kỳ hiếm hoi của giảm phát đáng kể khi mà điều ngược lại có thể đúng, một đô-la bằng tiền mặt hôm nay có giá trị thấp hơn của hôm qua, và giá trị ngày hôm nay của nó sẽ hơn giá trị ngày mai.
Các yếu tố chính được sử dụng bởi các nhà đầu tư để xác định tỉ suất hoàn vốn mà tại đó họ sẵn sàng đầu tư tiền bao gồm:
- ước tính của tỷ lệ lạm phát tương lai
- ước tính về rủi ro của đầu tư (ví dụ như thế nào khả năng nó là nhà đầu tư sẽ nhận được các chi trả tiền lãi/ cổ tức thường xuyên và thu hồi vốn đầy đủ của họ)
- các nhà đầu tư có hoặc không muốn tiền này là có sẵn ("thanh khoản") cho các sử dụng khác.

Giá trị thời gian của tiền được phản ánh trong lãi suất mà các ngân hàng cung cấp cho các tiền gửi, và cũng ở các mức lãi suất mà các ngân hàng tính phí cho các khoản vay như vay thế chấp nhà. Các lãi suất "phi rủi ro" tỷ lệ là lãi suất trên Tín phiếu kho bạc Hoa Kỳ, bởi vì đây là lãi suất cao nhất mà không có rủi ro vốn.
Tỉ suất hoàn vốn mà nhà đầu tư mong đợi từ một khoản đầu tư được gọi là tỉ lệ chiết khấu. Mỗi đầu tư có tỷ lệ chiết khấu khác nhau, dựa trên dòng tiền dự kiến trong tương lai từ việc đầu tư. Rủi ro càng cao, tỷ lệ chiết khấu (tỷ suất hoàn vốn) mà nhà đầu tư yêu cầu từ việc đầu tư càng cao.

### Tạo lãi kép hay tái đầu tư
Lãi kép hay tái đầu tư khác của các hoàn vốn tiền mặt (chẳng hạn như lãi vay và cổ tức) không ảnh hưởng tỷ lệ chiết khấu của một đầu tư, nhưng nó ảnh hưởng tới Lợi suất phần trăm hàng năm, vì việc  tạo lãi kép/tái đầu tư làm gia tăng vốn đầu tư.
Ví dụ, nếu một nhà đầu tư đặt 1.000 USD trong một Chứng chỉ tiền gửi (CD) 1 năm trả lãi suất hàng năm là 4%, tính lãi kép thêm hàng quý, CD này sẽ được hưởng tiền lãi 1% mỗi quý trên số dư tài khoản. Số dư tài khoản bao gồm tiền lãi đã ghi có trước đây vào tài khoản.
|                                 | Quý 1     | Quý 2     | Quý 3     | Quý 4     |
| ------------------------------- | --------- | --------- | --------- | --------- |
| Vốn tại bắt đầu kỳ hạn          | $1,000    | $1,010    | $1,020.10 | $1,030.30 |
| Hoàn vốn cho kỳ hạn             | $10       | $10.10    | $10.20    | $10.30    |
| Số dư tài khoản vào cuối kỳ hạn | $1,010.00 | $1,020.10 | $1,030.30 | $1,040.60 |
| ROI hàng quý                    | 1%        | 1%        | 1%        | 1%        |

Khái niệm "nguồn thu nhập" có thể thể hiện điều này rõ ràng hơn. Vào đầu năm nay, nhà đầu tư lấy 1000 $ trong túi ra (hoặc kiểm tra tài khoản) để đầu tư vào một CD tại ngân hàng. Tiền vẫn là của ông ta, nhưng nó đã không còn có sẵn để mua hàng tạp phẩm. Đầu tư này cung cấp một dòng chảy tiền mặt $ 10,00, $ 10,10, $ 10,20 và $ 10,30. Vào cuối năm, nhà đầu tư có $ 1,040.60 trở lại từ ngân hàng. $ 1000 là hoàn vốn.
Một khi tiền lãi kiếm được của một nhà đầu tư nó sẽ trở thành vốn. Lãi kép liên quan đến tái đầu tư vốn; tiền lãi thu được trong mỗi quý được tái đầu tư. Vào cuối quý đầu tiên nhà đầu tư có vốn $ 1,010.00, sau đó kiếm được $ 10,10 trong quý II. Các đồng xu có thêm là tiền lãi trên đầu tư thêm 10 $ của ông ta. Lợi suất phần trăm hàng năm hay giá trị tương lai cho lãi kép là cao hơn so với lãi đơn vì tiền lãi được tái đầu tư vốn và hưởng lãi. Lợi suất trên đầu tư nói trên là 4,06%.
Các tài khoản ngân hàng cung cấp các hoàn vốn được đảm bảo theo hợp đồng, vì vậy các nhà đầu tư không thể mất vốn. Các nhà đầu tư/người gửi tiền cho ngân hàng vay tiền, và ngân hàng có nghĩa vụ phải cung cấp cho các nhà đầu tư thu hồi vốn của họ cộng với tất cả tiền lãi thu được. Bởi vì các nhà đầu tư không rủi ro mất vốn của họ trên một khoản đầu tư xấu, họ kiếm được một tỷ suất hoàn vốn khá thấp. Nhưng vốn của họ gia tăng một cách có lợi.

## Hoàn vốn khi vốn bị rủi ro

### Tăng vốnvà lỗ vốn
Nhiều đầu tư mang rủi ro đáng kể mà nhà đầu tư sẽ có thể mất một phần hoặc toàn bộ vốn đầu tư. Ví dụ, đầu tư vào cổ phiếu công ty cổ phần đưa vốn vào rủi ro. Giá trị của một chứng khoán cổ phần phụ thuộc vào một người nào đó sẵn sàng trả tiền cho nó bao nhiêu ở một thời điểm nhất định. Không giống như vốn đầu tư vào một tài khoản tiết kiệm, giá trị (giá) vốn của một chứng khoán cổ phần liên tục thay đổi. Nếu giá cả tương đối ổn định, các cổ phiếu được cho là có "biến động thấp". Nếu giá thường xuyên thay đổi rất nhiều, cổ phiếu có "biến động cao". Tất cả các cổ phiếu chứng khoán đều có một số biến động, và sự thay đổi trong giá trực tiếp ảnh hưởng đến tỷ suất hoàn vốn đối với các khoản đầu tư chứng khoán.
Hoàn vốn cổ phiếu thường được tính cho thời gian nắm giữ như một tháng, một quý hoặc một năm.

### Tái đầu tư khi vốn có rủi ro: Tỉ suất hoàn vốn và lợi suất
| Kết thúc:               | Quý 1    | Quý 2    | Quý 3    | Quý 4    |
| ----------------------- | -------- | -------- | -------- | -------- |
| Cổ tức                  | $1       | $1.01    | $1.02    | $1.03    |
| Giá cổ phiếu            | $98      | $101     | $102     | $99      |
| Cổ phần mua thêm        | 0.010204 | 0.01     | 0.01     | 0.010404 |
| Tổng số cổ phần nắm giữ | 1.010204 | 1.020204 | 1.030204 | 1.040608 |
| Giá trị đầu tư          | $99      | $103.04  | $105.08  | $103.02  |
| hàng quý                | -1%      | 4.08%    | 1.98%    | -1.96%   |

Lợi suất là tỷ suất hoàn vốn "kép" bao gồm ảnh hưởng của tái đầu tư tiền lãi hoặc cổ tức.
Bên phải là một ví dụ về đầu tư chứng khoán của một đầu tư cổ phiếu được mua vào đầu năm với giá 100 USD.
- Cổ tức hàng quý được tái đầu tư tại giá cổ phiếu cuối quý.
- Số lượng cổ phần được mua mỗi quý = (cổ tức) / (Giá cổ phiếu).
- Giá trị đầu tư cuối cùng 103,02 đô-la là một lợi suất 3,02% trên đầu tư ban đầu là  100 đô-la. Đây là lợi suất "kép", và hoàn vốn này có thể được coi là hoàn vốn trên đầu tư 100 đô-la.

Để tính toán tỉ suất hoàn vốn, các nhà đầu tư bao gồm cổ tức tái đầu tư trong tổng mức đầu tư. Các nhà đầu tư nhận được tổng cộng 4,06 đô-la cổ tức trong năm, tất cả đều được tái đầu tư, vì vậy số lượng đầu tư tăng 4,06 đô-la.
- Tổng vốn đầu tư = Chi phí Cơ sở = $ 100 đô-la + 4,06 đô-la = 104,06 đô-la.
- Tăng vốn/lỗ vốn = 103,02 đô-la - 104,06 đô-la = - 1.04 đô-la (mất vốn)
- (4,06 đô-la cổ tức - 1,04 đô-la lỗ vốn) / 104,06 đô-la tổng vốn đầu tư = 2,9% ROI

Bất lợi của tính toán ROI này là nó không đưa vào tài khoản thực tế là không phải tất cả số tiền đã được đầu tư trong cả năm (tái đầu tư cổ tức xảy ra trong suốt cả năm). Lợi thế là: (1) nó sử dụng chi phí đầu tư cơ sở, (2) nó cho thấy rõ ràng tăng thêm nào là do cổ tức và tăng thêm/giảm đi nào là do tăng vốn/lỗ vốn, và (3) hoàn vốn thực tế 3,02 đô-la được so sánh với đầu tư thực tế của 104,06 đô-la.
Cho các mục đích thuế thu nhập của Mỹ, nếu cổ phần được bán vào cuối năm, cổ tức sẽ là 4,06 đô-la, chi phí đầu tư cơ sở sẽ là 104,06 đô-la, giá bán sẽ là 103,02 đô-la, và mất vốn sẽ là 1,04 đô-la.
Vì tất cả hoàn vốn được tái đầu tư, ROI cũng có thể được tính như một hoàn vốn lãi kép liên tục hoặc hoàn vốn lô-ga-rít. Tỷ suất hoàn vốn lãi kép liên tục là ghi nhận tự nhiên của giá trị đầu tư cuối cùng chia cho giá trị đầu tư ban đầu:
- {\displaystyle V_{i}} là đầu tư ban đầu (100 đô-la)
- {\displaystyle V_{f}} là giá trị cuối cùng (103.02 đô-la)

{\displaystyle {\text{ROI}}_{\text{Log}}=\ln \left({\frac {V_{f}}{V_{i}}}\right)=\ln \left({\frac {103.02}{100}}\right)=2.98\%}.

### Hoàn vốn của quỹ tương hỗ và công ty đầu tư
Các quỹ tương hỗ, quỹ giao dịch trao đổi (ETF), và các đầu tư được cổ phần hóa khác (chẳng hạn như tín thác đầu tư đơn vị hay UIT, các tài khoản tách biệt bảo hiểm và các sản phẩm biến thể liên quan như các hợp đồng variable universal life insurance và các hợp đồng variable annuity, và các quỹ trộn lẫn được ngân hàng tài trợ, các quỹ lợi ích tập thể, hay các quỹ tín thác phổ thông) về cơ bản là các danh mục chứng khoán đầu tư phong phú như cổ phiếu, trái phiếu và các công cụ thị trường tiền tệ được cổ phần hóa bằng cách bán cổ phần hay các đơn vị quỹ cho nhà đầu tư. Các nhà đầu tư và các bên khác quan tâm để biết cách đầu tư được thực hiện trong những thời kỳ khác nhau.
Hiệu quả thường được tính bằng tổng hoàn vốn của quỹ. Trong những năm 1990, nhiều công ty quản lý quỹ khác nhau được quảng cáo các tổng hoàn vốn khác nhau - một số là tổng hoàn vốn tích lũy, một số là tổng hoàn vốn trung bình, một số có hay không có khấu trừ các gánh nặng bán hàng hoặc hoa hồng, vv. Để tạo sân chơi và giúp đỡ nhà đầu tư so sánh hiệu quả hoạt động của một quỹ này với một quỹ khác, các Ủy ban chứng khoán Hoa Kỳ (SEC) đã bắt đầu đòi hỏi các quỹ phải có tính toán và báo cáo các tổng hoàn vốn dựa trên một công thức tiêu chuẩn được gọi là "tổng hoàn vốn theo tiêu chuẩn của SEC" là tổng hoàn vốn trung bình hàng năm giả định tái đầu tư cổ tức và các phân phối và trích khấu gánh nặng bán hàng hoặc chi phí bán hàng. Các quỹ có thể tính toán và quảng cáo các hoàn vốn trên căn cứ khác (được gọi là hoàn vốn "phi tiêu chuẩn"), miễn là họ cũng công bố dữ liệu hoàn vốn "tiêu chuẩn" không kém nổi bật.
Tiếp theo điều này, dường như các nhà đầu tư, những người đã bán cổ phần quỹ của họ sau khi một sự gia tăng lớn trong giá cổ phần này trong cuối những năm 1990 và đầu những năm 2000 đã không biết gì về cách tác động đáng kể của thuế thu nhập/tăng vốn trên "tổng" thu nhập quỹ của họ. Có nghĩa là, họ có rất ít ý tưởng về sự khác biệt giữa thu nhập "tổng" (hoàn vốn trước thuế) và thu nhập "ròng" (hoàn vốn sau thuế) có thể là đáng kể như thế nào. Trong phản ứng đối với sự thiếu hiểu biết rõ ràng này của nhà đầu tư, và có lẽ vì lý do khác, SEC đã ra các quy định tiếp tục yêu cầu các quỹ tương hỗ công bố trong bản cáo bạch hàng năm của họ, trong số những thứ khác, tổng thu nhập trước và sau tác động của thuế thu nhập cá nhân liên bang Mỹ. Và hơn nữa, hoàn vốn sau thuế sẽ bao gồm 1) hoàn vốn trên một tài khoản chịu thuế giả định sau khi trừ thuế trên cổ tức và các phân phối tăng vốn nhận được trong các thời kỳ minh họa và 2) những tác động của các mục trong khoản 1) cũng như giả định toàn bộ cổ phần đầu tư đã được bán ra vào cuối kỳ (thực hiện tăng/giảm vốn do thanh lý các cổ phần này). Những hoàn vốn sau thuế này tất nhiên sẽ chỉ áp dụng cho các tài khoản chịu thuế và không áp dụng cho các tài khoản hoãn thuế thu nhập hoặc tài khoản hưu trí như IRA.
Cuối cùng, trong những năm gần đây, các báo cáo tài khoản môi giới "cá nhân hoá" đã được yêu cầu bởi các nhà đầu tư. Nói cách khác, các nhà đầu tư đang nói nhiều hơn hoặc ít hơn rằng các thu nhập quỹ có lẽ không phải là các hoàn vốn tài khoản thực tế của họ có, dựa trên lịch sử giao dịch tài khoản đầu tư thực tế. Điều này là do các đầu tư có thể đã được thực hiện vào những ngày khác nhau và mua sắm và rút bổ sung có thể đã xảy ra khác nhau về số lượng và ngày giờ và do đó là duy nhất đối với tài khoản cụ thể. Hiện ngày càng có nhiều quỹ và công ty môi giới cung cấp các thu nhập tài khoản cá nhân trên các báo cáo tài khoản của nhà đầu tư để đáp ứng nhu cầu này.
Với việc xét đến cùng đó, đây là cách các thu nhập cơ bản và lãi/lỗ hoạt động trên một quỹ tương hỗ. Quỹ ghi nhận thu nhập đối với cổ tức và tiền lãi thu được mà thường làm gia tăng giá trị của các cổ phần quỹ tương hỗ, trong khi các chi phí mặt khác có tác động bù trừ đến giá trị cổ phần này. Khi các khoản đầu tư của quỹ tăng giá trị thị trường, thì cũng làm ra giá trị cho cổ phần (hoặc đơn vị) quỹ thuộc sở hữu của nhà đầu tư. Khi các khoản đầu tư của quỹ tăng (giảm) giá trị thị trường, thì giá trị cổ phiếu quỹ cũng tăng (hoặc giảm). Khi quỹ bán các khoản đầu tư để có lợi nhuận, nó chuyển hoặc tái phân loại lợi nhuận trên giấy hoặc thu nhập chưa thực hiện đó vào một thu nhập thực tế hay thu nhập thực hiện. Việc bán này không ảnh hưởng đến giá trị của cổ phần quỹ nhưng nó đã được phân loại lại một phần của giá trị của nó từ một thùng nỳ sang một thùng khác trên sổ sách của quỹ - điều này sẽ có tác động tương lai tới các nhà đầu tư. Ít nhất mỗi năm, một quỹ thường trả cổ tức từ thu nhập ròng của nó (thu nhập trừ đi chi phí) và tăng vốn ròng được thực hiện ra cho các cổ đông như một yêu cầu IRS. Bằng cách này, quỹ không trả tiền thuế mà là tất cả các nhà đầu tư trong các tài khoản chịu thuế làm. Giá cả cổ phần quỹ tương hỗ thường được định giá trị mỗi ngày các thị trường cổ phiếu hoặc trái phiếu mở và thường là giá trị của một cổ phần là giá trị tài sản ròng của các cổ phần quỹ các nhà đầu tư nắm giữ.

#### Tổng hoàn vốn
Phần này đề cập tổng hoàn vốn mà không có tác động của thuế thu nhập cá nhân liên bang Mỹ và thuế tăng vốn.
Tổng hoàn vốn báo cáo của quỹ tương hỗ giả định tái đầu tư cổ tức và các phân phối tăng vốn. Có nghĩa là, số tiền được phân phối được sử dụng để mua các cổ phần bổ sung của các quỹ như của kỳ hạn tái đầu tư/cổ tức thêm. Tỷ lệ hay hệ số tái đầu tư này dựa trên tổng số các phân phối (cổ tức cộng với tăng vốn) trong từng thời kỳ.
- {\displaystyle \mathrm {Year\;1\;Reinvestment\;Factor\;=\;{\frac {Year\;1\;Total\;Distribution}{Year\;1\;Share\;Price}}\;+\;1} }
- {\displaystyle \mathrm {Year\;2\;Reinvestment\;Factor\;=\;{\frac {Year\;2\;Total\;Distribution\times Year\;1\;Reinvestment\;Factor}{Year\;2\;Share\;Price}}\;+\;1} }
- {\displaystyle \mathrm {Year\;3\;Reinvestment\;Factor\;=\;{\frac {Year\;3\;Total\;Distribution\times Year\;2\;Reinvestment\;Factor}{Year\;3\;Share\;Price}}\;+\;1} }
- {\displaystyle \mathrm {Year\;4\;Reinvestment\;Factor\;=\;{\frac {Year\;4\;Total\;Distribution\times Year\;3\;Reinvestment\;Factor}{Year\;4\;Share\;Price}}\;+\;1} }
- {\displaystyle \mathrm {Year\;5\;Reinvestment\;Factor\;=\;{\frac {Year\;5\;Total\;Distribution\times Year\;4\;Reinvestment\;Factor}{Year\;5\;Share\;Price}}\;+\;1} }
- {\displaystyle \mathrm {Total\;Return\;=\;{\frac {{Final\;Price}\times {Last\;Reinvestment\;Factor}}{Beginning\;Price}}\;-\;1} }

#### Tổng hoàn vốn hàng năm trung bình (hình học)
Các quỹ tương hỗ của Mỹ đang tính toán tổng hoàn vốn hàng năm trung bình theo quy định của Ủy ban chứng khoán Hoa Kỳ (SEC) trong hướng dẫn để hình thành N-1A (bản cáo bạch quỹ) như là tỷ suất hoàn vốn kép trung bình hàng năm cho các thời kỳ 1 năm, 5 năm và 10 năm (hoặc thời gian thành lập quỹ nếu ngắn hơn) là "tổng hoàn vốn trung bình hàng năm" cho từng quỹ. Công thức sau đây được sử dụng:
{\displaystyle \mathrm {P\left(1+T\right)^{n}=ERV} }
Ở đây:
P = một chi trả ban đầu giả định 1,000 đô-la.
T = tổng hoàn vốn trung bình hàng năm.
n = số năm.
ERV = giá trị khả chuộc cuối cùng của một chi trả 1,000 đô-la được thực hiện vào đầu các kỳ 1-, 5-, hay 10-năm tại cuối các thời kỳ 1-, 5-, hay 10-năm (or fractional portion).
Giải cho T được
{\displaystyle \mathrm {T=\left({\frac {ERV}{P}}\right)^{1/n}-1} }

#### Ví dụ
|                                        | Năm 1   | Năm 2   | Năm 3   | Năm 4   | Năm 5   |
| -------------------------------------- | ------- | ------- | ------- | ------- | ------- |
| Cổ tức mỗi cổ phần                     | $0.26   | $0.29   | $0.30   | $0.50   | $0.53   |
| Phân phối tăng vốn mỗi cổ phần         | $0.06   | $0.39   | $0.47   | $1.86   | $1.12   |
| Tổng phân phối mỗi cổ phần             | $0.32   | $0.68   | $0.77   | $2.36   | $1.65   |
| Giá cổ phần vào cuối năm               | $17.50  | $19.49  | $20.06  | $20.62  | $19.90  |
| Hệ số tái đầu tư                       | 1.01829 | 1.03553 | 1.03975 | 1.11900 | 1.09278 |
| Số cổ phần nắm giữ trước khi phân phối | 70.373  | 71.676  | 74.125  | 76.859  | 84.752  |
| Tổng phân phối                         | $22.52  | $48.73  | $57.10  | $181.73 | $141.60 |
| Giá cổ phần khi phân phối              | $17.28  | $19.90  | $20.88  | $22.98  | $21.31  |
| Số cổ phần đã mua                      | 1.303   | 2.449   | 2.734   | 7.893   | 6.562   |
| Số cổ phần nắm giữ sau khi phân phối   | 71.676  | 74.125  | 76.859  | 84.752  | 91.314  |

- Tổng hoàn vốn = (($19.90 × 1.09278) / $14.21) - 1 = 53.04%
- Tổng hoàn vốn trung bình hàng năm (hình học) = ((($19.90 × 91.314) / $1,000) ^ (1 / 5)) - 1 = 12.69%

Bằng cách sử dụng một tính toán Hoàn vốn thời kỳ nắm giữ, sau 5 năm, một nhà đầu tư đã đầu tư nắm giữ 91.314 cổ phần có giá trị $19.90 mỗi cổ phần.  ((($19.90 × 91.314) / $1,000) - 1) / 5 = 16.34% hoàn vốn.  Một nhà đầu tư không tái đầu tư nhận được các chi trả tiền mặt tổng cộng $5.78 mỗi cổ phần.  ((($19.90 + $5.78) / $14.21) - 1) / 5 = 16.14% hoàn vốn.
Các quỹ tương hỗ bao gồm tăng vốn cũng như cổ tức trong tính toán hoàn vốn của họ. Vì giá thị trường của một cổ phần quỹ tương hỗ dựa trên giá trị tài sản ròng, một phân phối tăng vốn được bù đắp bởi một giảm cân bằng lẫn nhau trong giá trị/giá cổ phần quỹ tương hỗ. Từ quan điểm của cổ đông, một phân phối tăng vốn không phải là một thu được ròng trong tài sản, mà nó là một tăng vốn được thực hiện.

## Tóm tắt: tỷ suất hoàn vốn tổng thể
'Tỷ suất hoàn vốn' và hoàn vốn đầu tư cho thấy dòng tiền từ đầu tư tới nhà đầu tư sau một thời kỳ nhất định, thường là một năm.
ROI là thước đo tính khả lợi của đầu tư, không phải là thước đo quy mô đầu tư. Trong khi lãi kép và tái đầu tư cổ tức có thể làm tăng quy mô của đầu tư (do đó có khả năng cho ra một hoàn vốn bằng tiền cao hơn cho nhà đầu tư), hoàn vốn đầu tư là hoàn vốn tính theo tỷ lệ phần trăm trên vốn đã đầu tư.
Nói chung, rủi ro đầu tư càng cao, hoàn vốn đầu tư tiềm năng càng lớn và tồn thất đầu tư tiềm năng càng lớn.